# Wissenschaftspreis der Rosa-Luxemburg-Stiftung Sachsen
Der Wissenschaftspreis der Rosa-Luxemburg-Stiftung Sachsen war ein von der Rosa-Luxemburg-Stiftung Sachsen herausgegebener Preis zur Förderung des wissenschaftlichen Nachwuchses.
Die Auszeichnung wurde erstmals 1996 vergeben, er geht auf eine Stiftung des deutsch-amerikanischen Wirtschaftswissenschaftlers und Publizisten Günter Reimann aus New York zurück. Der Wissenschaftspreis wird an vornehmlich junge Wissenschaftler verliehen, die in ihrer jeweiligen Forschungsarbeit „originelle Überlegungen zu gravierenden gesellschaftlichen Problemen entwickeln“.
Der Preis ist mit einer Geldprämie dotiert und wird in Leipzig verliehen. Bis 2009 wurde er in drei Stufen an mehrere Preisträger verliehen.

## Preisträger
| Jahr | 1. Preis                               | 2. Preis                        | 3. Preis                                       |
| ---- | -------------------------------------- | ------------------------------- | ---------------------------------------------- |
| 1996 | Gerd-Rüdiger Stephan und Detlef Nakath | Nora Goldenbogen                | Ernst Lohoff                                   |
| 1997 | –                                      | Volker Caysa                    | Roger Behrens                                  |
| 1998 | Jens-Fietje Dwars                      | Michael Franzke                 | Elke Reuter und Detlef Hansel                  |
| 1999 | Rüdiger Haude und Thomas Wagner        | Bernd Müller und Carsten Herzog | Anne Philipp                                   |
| 2001 | Jens Becker                            | Achim Beinsen                   | Sven Heitkamp, Thomas Kachel                   |
| 2003 | Benedikt Behrens                       | Roger Lawin                     | Peter Ullrich, Carsten Voigt                   |
| 2005 | –                                      | Harald Jentsch, Geralf Gemser   | Konstanze Schwarzwald, Sven Sieber, Grit Jilek |
| 2007 | –                                      | Peter Birke, Wigbert Blank      | Jana Günther, Falk Engelhardt, Claudia Münzing |
| 2009 | Tim Engartner                          | Christoph Jünke                 | Andreas Diers, Jana Hoffmann, Ralf Hoffrogge   |
| 2010 | Gregor Kritidis                        |                                 |                                                |
| 2011 | Thomas Tetzner                         |                                 |                                                |
| 2012 | Jana Werner                            |                                 |                                                |
| 2013 | Sophie Dieckmann, Florian Wilde        |                                 |                                                |
| 2014 | Florian Butollo                        |                                 |                                                |
| 2015 | Judith Vey, Marcel Bois                | –                               | Patrick Pritscha                               |
| 2016 | Almuth Woller, Gleb J. Albert          |                                 |                                                |
| 2018 | Fiona Schmidt und Isabella Greif       |                                 |                                                |
| 2019 | Judith Johanna Daniel, Bettina Barthel |                                 |                                                |
| 2021 | Martin Mettin                          |                                 |                                                |